# 諾基亞Asha 300
诺基亚 Asha 300（中国大陆官方称诺基亚 3000）是诺基亚出品的一款Asha系列的触控双用手机。它拥有一颗1GHz的CPU，以及一颗500万像素的摄像头。它使用建于Series 40第六版 功能包1平台上的Nokia OS系统。